# 海米斯海什納區

布米爾達斯省在阿尔及利亚的位置

海米斯海什納區在布米爾達斯省的位置

海米斯海什納區（英語：Khemis El Khechna District）是阿爾及利亞的行政區，位於該國北部，由布米爾達斯省管轄，首府設於海米斯海什納，始建於1984年2月7日，面積为190平方公里，2008年人口为182,146人，人口密度每平方公里959人。
36°39′00″N 3°19′50″E / 36.65000°N 3.33056°E